# Tom Thumb
Tom Thumb ([tɔm θʌm], «Мізинчик», дослівно — «Том-великий палець») — перший оригінальний паровоз у США. Сконструйований і побудований у 1829–1830 роках Пітером Купером. Використовувався на першій американській вантажо-пасажирській залізниці Балтимор — Огайо.

## Історія

Перегони між «Мізинчиком» Пітера Купера і конкою.

Перші паровози, що з'явилися у США, були англійського виробництва. Однак, незабаром американці почали конструювати свої власні паровози. Першим таким паровозом став «Мізинчик» Пітера Купера.
28 серпня (за іншими даними 18 вересня) 1830 року для випробування паровоза Купера були влаштовані перегони, у яких змагалися його паровоз і конка. Паровоз програв перегони коневі, бо в нього вийшов з ладу один з елементів приводу від парового двигуна у системі подачі повітря у паливню. Однак, не зважаючи на це, вже менш ніж через рік, 31 липня 1831 року на першій американській залізниці Балтімор — Огайо всі коні були замінені паровозами.

## Конструкція
«Мізинчик» являв собою чотириколісний локомотив з вертикальним котлом і вертикальними циліндрами, що передавали рух одній з колісних осей. Конструкція характеризувалася багатьма імпровізаціями. Трубки парового котла були виготовлені з рушничних дул, на котлі була повітродувка, що приводилася в дію від того самого паска, що передавав рух від парової машини колесам. :11, 12 Паровий двигун працював на антрациті. Потужність паровоза становила 1,4 кінських сил.[джерело?]